# Eparchie Panny Marie Naregské
Eparchie Panny Marie Naregské (anglicky The Eparchy of Our Lady of Nareg in the United States and Canada) je eparchie arménské katolické církve se sídlem v Glendale, kde se nachází katedrála sv. Řehoře Osvětitele. Eparchie je bezprostředně podřízena Svatému Stolci a pod její jurisdikci spadají všichni katolíci arménského obřadu ve Spojených státech amerických a v Kanadě.

## Historie
Dne 3. července 1981 založil papež Jan Pavel II. apoštolský exarchát ve Spojených států amerických a Kanady pro arménský ritus. Dne 12. září 2005 byl exarchát povýšen na eparchii. V roce 2012 bylo sídlo eparchie přeneseno z New Yorku do Glendale, kde žije více Arménů.

## Seznam exarchů a eparchů
- Mikail Nersès Sétian (1981–1993)
- Hovhannes Tertzakian, C.A.M.  (1995–2000)
- Manuel Batakian, I.C.P.B. (2000–2011)
- Mikaël Antoine Mouradian, I.C.P.B. (od 2011)